# OneDrive
OneDrive (dawniej Windows Live SkyDrive, jeszcze wcześniej Windows Live Folders) – wirtualny dysk autorstwa Microsoftu. Dawna nazwa SkyDrive nawiązywała do popularnego wyobrażenia Internetu jako chmury. Po przegranej batalii sądowej z brytyjską telewizją Sky Microsoft zmuszony był do zmiany nazwy usługi na OneDrive.
Zmieniono interfejs użytkownika, dodano miniaturki, wsparcie dla przeciągania oraz możliwość linkowania do udostępnionych plików z poziomu zewnętrznych stron WWW. OneDrive udostępnia 5 GB darmowego miejsca z możliwością rozszerzenia pojemności do 100 GB. Posiadacze subskrypcji Microsoft 365 otrzymują dodatkowo 1 TB miejsca na swoje pliki. Ponadto pojedynczy plik może mieć maksymalnie 100 GB. Oficjalnie wspierane są przeglądarki Internet Explorer i Mozilla Firefox, jednak możliwe jest także korzystanie z usługi za pomocą innych. Wyjątkiem jest funkcja przeciągania plików, która wymaga instalacji kontrolki ActiveX, działa więc tylko w Internet Explorerze 6+ i Mozilli Firefox 1.5+.
OneDrive jest dostępny w Polsce od maja 2008 roku.